# Fête des patios de Cordoue
La  fête des patios de Cordoue est un concours de cours intérieures célébré à Cordoue (Espagne) pendant la deuxième et troisième semaine du mois de mai. Les habitants ouvrent gratuitement leurs cours à la visite. Ces dernières années, les patios qui concourent se signalent avec des rameaux accrochés aux portes d'accès.
La fête a été déclarée en 1980 fête d'intérêt touristique national. La fête des patios de Cordoue a été déclarée Patrimoine culturel immatériel de l'Humanité par l'Unesco le 6 décembre 2012.

## Histoire
Le premier concours régulier a eu lieu à partir de 1933, bien qu'il y eut des antécédents en 1921 et 1927.
Après la Guerre Civile d'Espagne (1936-1939) le concours de patio est transformé en foire populaire. En 1943 des articles publiés dans la presse locale regrettent la perte de la dimension culturelle du concours. Sont recensés ceux qui étaient tout de même ornés et visités malgré l'absence d'organisation municipale : 10 rue Leiva Aguilar, rue du Buen Pastor, rue de los angeles, Maison des las Bulas au croisement de la rue des Juifs. En 1944 est fait un petit concours. Le concours ne recommence réellement qu'en 1947.

## Actuellement
Afin d'encourager le festival, deux catégories sont ouvertes au concours : architecture ancienne et architecture moderne. Jusqu'à 50 patios ont participé au concours. Le festival comporte en outre un programme éducatif organisé par la Mairie de Cordoue dont l'objectif est de faire connaître aux étudiants l'architecture et le patrimoine de la ville califale, et de les sensibiliser ainsi aux enjeux de conservation.
La fête bat son plein à San Basilio : l'association de voisins du quartier met une barre dans un espace voisin de la tour de Bethléem, et les bars de la rue San Basilio contribuent en diffusant de la musique et en servant des boissons aux Cordouans et touristes réunis.
Photos des dernières années sur Wikimedia Commons : Festival de los Patios (en espagnol).